# Eleições legislativas portuguesas de 1999 no distrito de Santarém
| Eleições legislativas portuguesas de 1999 Distritos: Aveiro \| Beja \| Braga \| Bragança \| Castelo Branco \| Coimbra \| Évora \| Faro \| Guarda \| Leiria \| Lisboa \| Portalegre \| Porto \| Santarém \| Setúbal \| Viana do Castelo \| Vila Real \| Viseu \| Açores \| Madeira \| Estrangeiro |

## Resultados por Concelho
Os resultados nos concelhos do Distrito de Santarém foram os seguintes:

### Abrantes
| Partido                 | Partido                        | Votos  | %               | +/-  |
| ----------------------- | ------------------------------ | ------ | --------------- | ---- |
|                         | Partido Socialista             | 12 577 | 53,21 / 100,00  | 1,01 |
|                         | Partido Social Democrata       | 5 701  | 24,12 / 100,00  | 1,52 |
|                         | Coligação Democrática Unitária | 2 098  | 8,88 / 100,00   | 1,20 |
|                         | Partido Popular                | 1 606  | 6,80 / 100,00   | 0,19 |
|                         | Bloco de Esquerda              | 578    | 2,45 / 100,00   | Novo |
|                         | PCTP/MRPP                      | 322    | 1,36 / 100,00   | 0,37 |
|                         | Outros                         | 198    | 0,84 / 100,00   |      |
| Votos Inválidos         | Votos Inválidos                | 555    | 2,35 / 100,00   | 0,03 |
| Total                   | Total                          | 23 635 | 100,00 / 100,00 |      |
| Eleitorado/Participação | Eleitorado/Participação        | 39 040 | 60,54 / 100,00  | 5,89 |

| Freguesia               | %     | %     | %     | %     | %    | %    | Votantes |
| Freguesia               | PS    | PSD   | CDU   | PP    | BE   | PCTP | Votantes |
| ----------------------- | ----- | ----- | ----- | ----- | ---- | ---- | -------- |
| Abrantes (São João)     | 49,19 | 28,26 | 7,32  | 8,68  | 3,66 | 0,68 | 1 175    |
| Abrantes (São Vicente)  | 49,62 | 27,42 | 6,90  | 7,79  | 3,92 | 1,14 | 4 927    |
| Aldeia do Mato          | 15,38 | 77,75 | 1,04  | 2,49  | 0,21 | 0    | 481      |
| Alferrarede             | 53,41 | 23,43 | 6,82  | 9,89  | 2,12 | 0,99 | 2 215    |
| Alvega                  | 56,31 | 23,75 | 6,03  | 7,88  | 1,39 | 0,93 | 1 078    |
| Bemposta                | 59,42 | 16,70 | 12,16 | 4,54  | 1,63 | 2,31 | 1 168    |
| Carvalhal               | 50,08 | 36,81 | 2,52  | 6,05  | 0,84 | 0,34 | 595      |
| Concavada               | 74,93 | 7,08  | 8,17  | 5,18  | 1,36 | 0,54 | 367      |
| Fontes                  | 40,55 | 43,28 | 1,89  | 7,56  | 1,05 | 0,21 | 476      |
| Martinchel              | 37,59 | 37,84 | 1,00  | 14,54 | 1,00 | 3,01 | 399      |
| Mouriscas               | 49,11 | 25,10 | 11,55 | 6,93  | 1,46 | 2,23 | 1 299    |
| Pego                    | 64,51 | 13,24 | 12,39 | 4,58  | 1,20 | 2,25 | 1 420    |
| Rio de Moinhos          | 54,14 | 20,29 | 7,80  | 9,96  | 1,08 | 2,04 | 833      |
| Rossio ao Sul do Tejo   | 57,69 | 20,37 | 8,82  | 7,66  | 2,39 | 0,82 | 1 463    |
| São Facundo             | 54,17 | 16,09 | 16,81 | 2,59  | 4,02 | 1,87 | 696      |
| São Miguel do Rio Torto | 58,70 | 17,95 | 12,56 | 4,84  | 1,61 | 1,56 | 1 799    |
| Souto                   | 32,49 | 49,77 | 2,76  | 6,45  | 1,84 | 1,15 | 434      |
| Tramagal                | 58,13 | 16,08 | 13,34 | 4,60  | 3,84 | 1,35 | 2 369    |
| Vale das Mós            | 63,49 | 13,38 | 13,61 | 2,27  | 1,13 | 3,17 | 441      |
| Abrantes                | 53,21 | 24,12 | 8,88  | 6,80  | 2,45 | 1,36 | 23 635   |

### Alcanena
| Partido                 | Partido                        | Votos  | %               | +/-  |
| ----------------------- | ------------------------------ | ------ | --------------- | ---- |
|                         | Partido Socialista             | 3 562  | 43,51 / 100,00  | 0,35 |
|                         | Partido Social Democrata       | 2 509  | 30,65 / 100,00  | 2,35 |
|                         | Partido Popular                | 844    | 10,31 / 100,00  | 0,73 |
|                         | Coligação Democrática Unitária | 809    | 9,88 / 100,00   | 1,34 |
|                         | Bloco de Esquerda              | 116    | 1,42 / 100,00   | Novo |
|                         | PCTP/MRPP                      | 86     | 1,05 / 100,00   | 0,27 |
|                         | Outros                         | 57     | 0,70 / 100,00   |      |
| Votos Inválidos         | Votos Inválidos                | 204    | 2,49 / 100,00   | 0,33 |
| Total                   | Total                          | 8 187  | 100,00 / 100,00 |      |
| Eleitorado/Participação | Eleitorado/Participação        | 12 462 | 65,70 / 100,00  | 6,61 |

| Freguesia              | %     | %     | %     | %     | %    | %    | Votantes |
| Freguesia              | PS    | PSD   | PP    | CDU   | BE   | PCTP | Votantes |
| ---------------------- | ----- | ----- | ----- | ----- | ---- | ---- | -------- |
| Alcanena               | 45,68 | 24,23 | 11,58 | 11,92 | 2,09 | 1,32 | 2 340    |
| Bugalhos               | 57,34 | 19,88 | 6,37  | 11,39 | 0,97 | 0,77 | 518      |
| Espinheiro             | 49,56 | 30,31 | 2,65  | 13,94 | 0,66 | 1,33 | 452      |
| Louriceira             | 49,85 | 23,87 | 3,63  | 17,52 | 0,91 | 1,21 | 331      |
| Malhou                 | 54,98 | 15,61 | 10,63 | 11,54 | 1,13 | 3,17 | 442      |
| Minde                  | 33,57 | 44,30 | 12,47 | 4,98  | 1,03 | 0,46 | 1 948    |
| Moitas Venda           | 31,61 | 46,82 | 12,21 | 1,67  | 1,00 | 0,84 | 598      |
| Monsanto               | 51,52 | 20,39 | 8,59  | 15,74 | 1,07 | 0,54 | 559      |
| Serra de Santo António | 32,42 | 50,00 | 11,65 | 0,42  | 1,69 | 0,21 | 472      |
| Vila Moreira           | 53,13 | 11,57 | 9,49  | 19,35 | 2,0  | 1,71 | 527      |
| Alcanena               | 43,51 | 30,65 | 10,31 | 9,88  | 1,42 | 1,05 | 8 187    |

### Almeirim
| Partido                 | Partido                        | Votos  | %               | +/-  |
| ----------------------- | ------------------------------ | ------ | --------------- | ---- |
|                         | Partido Socialista             | 6 332  | 57,59 / 100,00  | 1,59 |
|                         | Partido Social Democrata       | 2 218  | 20,17 / 100,00  | 0,66 |
|                         | Coligação Democrática Unitária | 1 216  | 11,06 / 100,00  | 1,13 |
|                         | Partido Popular                | 669    | 6,08 / 100,00   | 0,64 |
|                         | Bloco de Esquerda              | 179    | 1,63 / 100,00   | Novo |
|                         | PCTP/MRPP                      | 116    | 1,06 / 100,00   | 0,03 |
|                         | Outros                         | 52     | 0,47 / 100,00   |      |
| Votos Inválidos         | Votos Inválidos                | 213    | 1,94 / 100,00   | 0,44 |
| Total                   | Total                          | 10 995 | 100,00 / 100,00 |      |
| Eleitorado/Participação | Eleitorado/Participação        | 18 311 | 60,05 / 100,00  | 8,89 |

| Freguesia            | %     | %     | %     | %    | %    | %    | Votantes |
| Freguesia            | PS    | PSD   | CDU   | PP   | BE   | PCTP | Votantes |
| -------------------- | ----- | ----- | ----- | ---- | ---- | ---- | -------- |
| Almeirim             | 53,30 | 23,34 | 9,94  | 7,41 | 2,39 | 0,96 | 5 938    |
| Benfica do Ribatejo  | 65,59 | 9,97  | 17,14 | 3,59 | 0,67 | 1,28 | 1 645    |
| Fazendas de Almeirim | 60,64 | 20,10 | 10,00 | 5,07 | 0,84 | 1,17 | 3 079    |
| Raposa               | 66,37 | 14,71 | 10,81 | 4,20 | 0    | 0,60 | 333      |
| Almeirim             | 57,59 | 20,17 | 11,06 | 6,08 | 1,63 | 1,06 | 10 995   |

### Alpiarça
| Partido                 | Partido                        | Votos | %               | +/-  |
| ----------------------- | ------------------------------ | ----- | --------------- | ---- |
|                         | Partido Socialista             | 2 056 | 46,20 / 100,00  | 9,51 |
|                         | Coligação Democrática Unitária | 1 584 | 35,60 / 100,00  | 5,74 |
|                         | Partido Social Democrata       | 452   | 10,16 / 100,00  | 1,29 |
|                         | Partido Popular                | 146   | 3,28 / 100,00   | 1,41 |
|                         | PCTP/MRPP                      | 77    | 1,73 / 100,00   | 0,29 |
|                         | Bloco de Esquerda              | 70    | 1,57 / 100,00   | Novo |
|                         | Outros                         | 16    | 0,36 / 100,00   |      |
| Votos Inválidos         | Votos Inválidos                | 49    | 1,10 / 100,00   | 0,51 |
| Total                   | Total                          | 4 450 | 100,00 / 100,00 |      |
| Eleitorado/Participação | Eleitorado/Participação        | 6 671 | 66,71 / 100,00  | 3,66 |

| Freguesia | %     | %     | %     | %    | %    | %    | Votantes |
| Freguesia | PS    | CDU   | PSD   | PP   | PCTP | BE   | Votantes |
| --------- | ----- | ----- | ----- | ---- | ---- | ---- | -------- |
| Alpiarça  | 46,20 | 35,60 | 10,16 | 3,28 | 1,73 | 1,57 | 4 450    |
| Alpiarça  | 46,20 | 35,60 | 10,16 | 3,28 | 1,73 | 1,57 | 4 450    |

### Benavente
| Partido                 | Partido                        | Votos  | %               | +/-  |
| ----------------------- | ------------------------------ | ------ | --------------- | ---- |
|                         | Partido Socialista             | 3 889  | 41,39 / 100,00  | 0,16 |
|                         | Coligação Democrática Unitária | 2 096  | 22,31 / 100,00  | 1,27 |
|                         | Partido Social Democrata       | 1 927  | 20,51 / 100,00  | 0,75 |
|                         | Partido Popular                | 805    | 8,57 / 100,00   | 0,12 |
|                         | Bloco de Esquerda              | 231    | 2,46 / 100,00   | Novo |
|                         | PCTP/MRPP                      | 158    | 1,68 / 100,00   | 0,74 |
|                         | Outros                         | 71     | 0,76 / 100,00   |      |
| Votos Inválidos         | Votos Inválidos                | 219    | 2,33 / 100,00   | 0,40 |
| Total                   | Total                          | 9 396  | 100,00 / 100,00 |      |
| Eleitorado/Participação | Eleitorado/Participação        | 16 961 | 55,40 / 100,00  | 7,93 |

| Freguesia      | %     | %     | %     | %    | %    | %    | Votantes |
| Freguesia      | PS    | CDU   | PSD   | PP   | BE   | PCTP | Votantes |
| -------------- | ----- | ----- | ----- | ---- | ---- | ---- | -------- |
| Barrosa        | 51,77 | 32,48 | 7,07  | 2,89 | 2,57 | 1,93 | 311      |
| Benavente      | 38,78 | 22,93 | 21,45 | 8,89 | 3,47 | 1,54 | 3 432    |
| Samora Correia | 42,98 | 20,33 | 20,81 | 8,96 | 1,94 | 1,63 | 5 042    |
| Santo Estêvão  | 37,64 | 29,95 | 19,64 | 6,38 | 0,98 | 2,78 | 611      |
| Benavente      | 41,39 | 22,31 | 20,51 | 8,57 | 2,46 | 1,68 | 9 396    |

### Cartaxo
| Partido                 | Partido                        | Votos  | %               | +/-     |
| ----------------------- | ------------------------------ | ------ | --------------- | ------- |
|                         | Partido Socialista             | 6 507  | 53,51 / 100,00  | 0,55    |
|                         | Partido Social Democrata       | 2 622  | 21,56 / 100,00  | 0,27    |
|                         | Coligação Democrática Unitária | 1 379  | 11,34 / 100,00  | 0,76    |
|                         | Partido Popular                | 892    | 7,34 / 100,00   | 1,21    |
|                         | Bloco de Esquerda              | 241    | 1,98 / 100,00   | Novo    |
|                         | PCTP/MRPP                      | 164    | 1,35 / 100,00   | 0,22    |
|                         | Outros                         | 94     | 0,78 / 100,00   |         |
| Votos Inválidos         | Votos Inválidos                | 261    | 2,15 / 100,00   | Estável |
| Total                   | Total                          | 12 160 | 100,00 / 100,00 |         |
| Eleitorado/Participação | Eleitorado/Participação        | 19 313 | 62,96 / 100,00  | 6,94    |

| Freguesia           | %     | %     | %     | %    | %    | %    | Votantes |
| Freguesia           | PS    | PSD   | CDU   | PP   | BE   | PCTP | Votantes |
| ------------------- | ----- | ----- | ----- | ---- | ---- | ---- | -------- |
| Cartaxo             | 47,28 | 27,35 | 10,66 | 8,57 | 2,41 | 0,84 | 4 972    |
| Ereira              | 61,10 | 9,07  | 17,42 | 5,97 | 2,39 | 1,67 | 419      |
| Lapa                | 53,77 | 26,66 | 6,02  | 7,08 | 1,96 | 0,90 | 664      |
| Pontével            | 58,70 | 16,69 | 11,74 | 6,12 | 1,75 | 1,96 | 2 402    |
| Valada              | 54,44 | 11,22 | 23,28 | 4,36 | 1,84 | 2,51 | 597      |
| Vale da Pedra       | 53,05 | 19,72 | 15,02 | 6,22 | 0,94 | 3,17 | 852      |
| Vale da Pinta       | 54,33 | 20,71 | 11,49 | 7,66 | 2,41 | 0,85 | 705      |
| Vila Chã de Ourique | 62,81 | 17,11 | 6,84  | 7,36 | 1,29 | 0,90 | 1 549    |
| Cartaxo             | 53,51 | 21,56 | 11,34 | 7,34 | 1,98 | 1,35 | 12 160   |

### Chamusca
| Partido                 | Partido                        | Votos  | %               | +/-  |
| ----------------------- | ------------------------------ | ------ | --------------- | ---- |
|                         | Partido Socialista             | 3 150  | 53,54 / 100,00  | 4,48 |
|                         | Coligação Democrática Unitária | 1 041  | 17,69 / 100,00  | 0,01 |
|                         | Partido Social Democrata       | 1 004  | 17,06 / 100,00  | 1,14 |
|                         | Partido Popular                | 363    | 6,17 / 100,00   | 2,05 |
|                         | PCTP/MRPP                      | 96     | 1,63 / 100,00   | 0,80 |
|                         | Bloco de Esquerda              | 88     | 1,50 / 100,00   | Novo |
|                         | Outros                         | 47     | 0,80 / 100,00   |      |
| Votos Inválidos         | Votos Inválidos                | 95     | 1,61 / 100,00   | 0,29 |
| Total                   | Total                          | 5 884  | 100,00 / 100,00 |      |
| Eleitorado/Participação | Eleitorado/Participação        | 10 143 | 58,01 / 100,00  | 7,26 |

| Freguesia       | %     | %     | %     | %    | %    | %    | Votantes |
| Freguesia       | PS    | CDU   | PSD   | PP   | PCTP | BE   | Votantes |
| --------------- | ----- | ----- | ----- | ---- | ---- | ---- | -------- |
| Carregueira     | 57,90 | 15,26 | 14,81 | 6,46 | 1,44 | 1,35 | 1 114    |
| Chamusca        | 46,07 | 21,52 | 16,03 | 9,38 | 1,36 | 3,02 | 1 984    |
| Chouto          | 55,11 | 15,34 | 19,89 | 3,41 | 3,13 | 0,85 | 352      |
| Parreira        | 52,17 | 6,18  | 35,47 | 4,58 | 0,69 | 0    | 437      |
| Pinheiro Grande | 59,25 | 16,07 | 16,07 | 4,11 | 1,87 | 0    | 535      |
| Ulme            | 68,95 | 7,98  | 16,48 | 3,17 | 0,89 | 0,38 | 789      |
| Vale de Cavalos | 45,77 | 31,80 | 11,89 | 3,86 | 3,27 | 1,04 | 673      |
| Chamusca        | 53,54 | 17,69 | 17,06 | 6,17 | 1,63 | 1,50 | 5 884    |

### Constância
| Partido                 | Partido                        | Votos | %               | +/-  |
| ----------------------- | ------------------------------ | ----- | --------------- | ---- |
|                         | Partido Socialista             | 1 271 | 57,85 / 100,00  | 1,01 |
|                         | Partido Social Democrata       | 388   | 17,66 / 100,00  | 2,00 |
|                         | Coligação Democrática Unitária | 274   | 12,47 / 100,00  | 3,24 |
|                         | Partido Popular                | 130   | 5,92 / 100,00   | 1,45 |
|                         | PCTP/MRPP                      | 33    | 1,50 / 100,00   | 0,51 |
|                         | Outros                         | 30    | 1,83 / 100,00   |      |
| Votos Inválidos         | Votos Inválidos                | 61    | 2,78 / 100,00   | 1,25 |
| Total                   | Total                          | 2 197 | 100,00 / 100,00 |      |
| Eleitorado/Participação | Eleitorado/Participação        | 3 241 | 67,79 / 100,00  | 5,51 |

| Freguesia                  | %     | %     | %     | %     | %    | Votantes |
| Freguesia                  | PS    | PSD   | CDU   | PP    | PCTP | Votantes |
| -------------------------- | ----- | ----- | ----- | ----- | ---- | -------- |
| Constância                 | 42,29 | 24,67 | 14,32 | 11,23 | 1,54 | 454      |
| Montalvo                   | 56,06 | 20,73 | 9,49  | 6,72  | 0,88 | 685      |
| Santa Margarida da Coutada | 65,69 | 12,67 | 13,61 | 3,12  | 1,89 | 1 058    |
| Constância                 | 57,85 | 17,66 | 12,47 | 5,92  | 1,50 | 2 197    |

### Coruche
| Partido                 | Partido                        | Votos  | %               | +/-  |
| ----------------------- | ------------------------------ | ------ | --------------- | ---- |
|                         | Partido Socialista             | 5 027  | 43,46 / 100,00  | 0,05 |
|                         | Coligação Democrática Unitária | 3 004  | 25,97 / 100,00  | 0,32 |
|                         | Partido Social Democrata       | 2 194  | 18,97 / 100,00  | 0,54 |
|                         | Partido Popular                | 742    | 6,41 / 100,00   | 0,68 |
|                         | PCTP/MRPP                      | 170    | 1,47 / 100,00   | 0,22 |
|                         | Bloco de Esquerda              | 148    | 1,28 / 100,00   | Novo |
|                         | Outros                         | 85     | 0,73 / 100,00   |      |
| Votos Inválidos         | Votos Inválidos                | 197    | 1,70 / 100,00   | 0,16 |
| Total                   | Total                          | 11 567 | 100,00 / 100,00 |      |
| Eleitorado/Participação | Eleitorado/Participação        | 20 430 | 56,62 / 100,00  | 6,99 |

| Freguesia            | %     | %     | %     | %     | %    | %    | Votantes |
| Freguesia            | PS    | CDU   | PSD   | PP    | PCTP | BE   | Votantes |
| -------------------- | ----- | ----- | ----- | ----- | ---- | ---- | -------- |
| Biscainho            | 42,89 | 10,87 | 30,83 | 10,87 | 0,99 | 1,38 | 506      |
| Branca               | 46,46 | 18,06 | 26,01 | 5,18  | 1,64 | 1,01 | 792      |
| Coruche              | 47,22 | 14,52 | 23,34 | 9,19  | 1,16 | 1,96 | 4 905    |
| Couço                | 23,64 | 62,14 | 8,25  | 1,47  | 1,47 | 0,43 | 2 314    |
| Erra                 | 41,73 | 34,71 | 9,17  | 7,91  | 2,52 | 1,62 | 556      |
| Fajarda              | 56,00 | 20,34 | 14,29 | 5,71  | 0,80 | 1,03 | 875      |
| Santana do Mato      | 41,12 | 24,28 | 23,98 | 4,86  | 2,88 | 0,30 | 659      |
| São José da Lamarosa | 61,04 | 13,02 | 16,88 | 3,75  | 1,98 | 0,94 | 960      |
| Coruche              | 43,46 | 25,97 | 18,97 | 6,41  | 1,47 | 1,28 | 11 567   |

### Entroncamento
| Partido                 | Partido                        | Votos  | %               | +/-  |
| ----------------------- | ------------------------------ | ------ | --------------- | ---- |
|                         | Partido Socialista             | 4 749  | 49,39 / 100,00  | 7,20 |
|                         | Partido Social Democrata       | 2 306  | 23,98 / 100,00  | 1,09 |
|                         | Coligação Democrática Unitária | 987    | 10,27 / 100,00  | 2,49 |
|                         | Partido Popular                | 739    | 7,69 / 100,00   | 1,09 |
|                         | Bloco de Esquerda              | 391    | 4,07 / 100,00   | Novo |
|                         | Outros                         | 184    | 1,92 / 100,00   |      |
| Votos Inválidos         | Votos Inválidos                | 259    | 2,69 / 100,00   | 0,73 |
| Total                   | Total                          | 9 615  | 100,00 / 100,00 |      |
| Eleitorado/Participação | Eleitorado/Participação        | 14 411 | 66,72 / 100,00  | 6,38 |

| Freguesia     | %     | %     | %     | %    | %    | Votantes |
| Freguesia     | PS    | PSD   | CDU   | PP   | BE   | Votantes |
| ------------- | ----- | ----- | ----- | ---- | ---- | -------- |
| Entroncamento | 49,39 | 23,98 | 10,27 | 7,69 | 4,07 | 9 615    |
| Entroncamento | 49,39 | 23,98 | 10,27 | 7,69 | 4,07 | 9 615    |

### Ferreira do Zêzere
| Partido                 | Partido                        | Votos | %               | +/-  |
| ----------------------- | ------------------------------ | ----- | --------------- | ---- |
|                         | Partido Social Democrata       | 2 790 | 50,49 / 100,00  | 0,80 |
|                         | Partido Socialista             | 1 870 | 33,84 / 100,00  | 2,59 |
|                         | Partido Popular                | 456   | 8,25 / 100,00   | 2,45 |
|                         | Coligação Democrática Unitária | 94    | 1,70 / 100,00   | 0,43 |
|                         | Outros                         | 151   | 2,73 / 100,00   |      |
| Votos Inválidos         | Votos Inválidos                | 165   | 2,98 / 100,00   | 0,05 |
| Total                   | Total                          | 5 526 | 100,00 / 100,00 |      |
| Eleitorado/Participação | Eleitorado/Participação        | 8 562 | 64,54 / 100,00  | 0,48 |

| Freguesia             | %     | %     | %     | %    | Votantes |
| Freguesia             | PSD   | PS    | PP    | CDU  | Votantes |
| --------------------- | ----- | ----- | ----- | ---- | -------- |
| Águas Belas           | 36,39 | 49,14 | 7,93  | 2,18 | 643      |
| Areias                | 65,72 | 19,43 | 6,93  | 1,37 | 1 024    |
| Beco                  | 58,06 | 29,34 | 6,30  | 0,92 | 651      |
| Chãos                 | 60,59 | 20,50 | 9,57  | 2,05 | 439      |
| Dornes                | 47,26 | 37,42 | 9,19  | 1,97 | 457      |
| Ferreira do Zêzere    | 36,87 | 45,10 | 10,07 | 2,36 | 1 142    |
| Igreja Nova do Sobral | 52,94 | 33,47 | 6,69  | 0,81 | 493      |
| Paio Mendes           | 48,14 | 31,12 | 11,17 | 1,33 | 376      |
| Pias                  | 53,16 | 35,22 | 6,31  | 1,99 | 301      |
| Ferreira do Zêzere    | 50,49 | 33,84 | 8,25  | 1,70 | 5 526    |

### Golegã
| Partido                 | Partido                        | Votos | %               | +/-  |
| ----------------------- | ------------------------------ | ----- | --------------- | ---- |
|                         | Partido Socialista             | 1 551 | 51,61 / 100,00  | 3,90 |
|                         | Partido Social Democrata       | 566   | 18,84 / 100,00  | 1,21 |
|                         | Coligação Democrática Unitária | 514   | 17,10 / 100,00  | 0,75 |
|                         | Partido Popular                | 223   | 7,42 / 100,00   | 1,13 |
|                         | PCTP/MRPP                      | 45    | 1,50 / 100,00   | 0,47 |
|                         | Bloco de Esquerda              | 38    | 1,26 / 100,00   | Novo |
|                         | Outros                         | 16    | 0,53 / 100,00   |      |
| Votos Inválidos         | Votos Inválidos                | 52    | 1,73 / 100,00   | 0,27 |
| Total                   | Total                          | 3 005 | 100,00 / 100,00 |      |
| Eleitorado/Participação | Eleitorado/Participação        | 4 810 | 62,47 / 100,00  | 8,39 |

| Freguesia | %     | %     | %     | %    | %    | %    | Votantes |
| Freguesia | PS    | PSD   | CDU   | PP   | PCTP | BE   | Votantes |
| --------- | ----- | ----- | ----- | ---- | ---- | ---- | -------- |
| Azinhaga  | 49,62 | 13,93 | 26,69 | 5,47 | 1,82 | 1,07 | 933      |
| Golegã    | 52,51 | 21,04 | 17,29 | 8,30 | 1,35 | 1,35 | 2 072    |
| Golegã    | 51,61 | 18,84 | 17,10 | 7,42 | 1,50 | 1,26 | 3 005    |

### Mação
| Partido                 | Partido                        | Votos | %               | +/-  |
| ----------------------- | ------------------------------ | ----- | --------------- | ---- |
|                         | Partido Socialista             | 2 740 | 43,14 / 100,00  | 4,66 |
|                         | Partido Social Democrata       | 2 640 | 41,57 / 100,00  | 1,37 |
|                         | Partido Popular                | 454   | 7,15 / 100,00   | 3,04 |
|                         | Coligação Democrática Unitária | 214   | 3,37 / 100,00   | 0,39 |
|                         | Outros                         | 156   | 2,47 / 100,00   |      |
| Votos Inválidos         | Votos Inválidos                | 147   | 2,32 / 100,00   | 0,36 |
| Total                   | Total                          | 6 351 | 100,00 / 100,00 |      |
| Eleitorado/Participação | Eleitorado/Participação        | 8 829 | 71,93 / 100,00  | 0,39 |

| Freguesia  | %     | %     | %     | %    | Votantes |
| Freguesia  | PS    | PSD   | PP    | CDU  | Votantes |
| ---------- | ----- | ----- | ----- | ---- | -------- |
| Aboboreira | 50,50 | 37,02 | 4,43  | 1,81 | 497      |
| Amêndoa    | 33,52 | 49,53 | 9,79  | 1,51 | 531      |
| Cardigos   | 24,87 | 59,90 | 10,76 | 0,81 | 985      |
| Carvoeiro  | 36,71 | 52,06 | 5,38  | 1,27 | 632      |
| Envendos   | 45,81 | 39,62 | 6,07  | 3,75 | 906      |
| Mação      | 51,01 | 29,33 | 7,92  | 6,11 | 1 490    |
| Ortiga     | 57,28 | 31,00 | 3,40  | 5,10 | 529      |
| Penhascoso | 45,58 | 40,20 | 6,27  | 3,71 | 781      |
| Mação      | 43,14 | 41,57 | 7,15  | 3,37 | 6 351    |

### Ourém
| Partido                 | Partido                        | Votos  | %               | +/-  |
| ----------------------- | ------------------------------ | ------ | --------------- | ---- |
|                         | Partido Social Democrata       | 13 454 | 57,33 / 100,00  | 5,41 |
|                         | Partido Socialista             | 5 941  | 25,31 / 100,00  | 4,46 |
|                         | Partido Popular                | 2 826  | 12,04 / 100,00  | 0,26 |
|                         | Coligação Democrática Unitária | 349    | 1,49 / 100,00   | 0,34 |
|                         | Outros                         | 465    | 1,98 / 100,00   |      |
| Votos Inválidos         | Votos Inválidos                | 434    | 1,85 / 100,00   | 0,11 |
| Total                   | Total                          | 23 469 | 100,00 / 100,00 |      |
| Eleitorado/Participação | Eleitorado/Participação        | 36 525 | 64,25 / 100,00  | 2,89 |

| Freguesia                       | %     | %     | %     | %    | Votantes |
| Freguesia                       | PSD   | PS    | PP    | CDU  | Votantes |
| ------------------------------- | ----- | ----- | ----- | ---- | -------- |
| Alburitel                       | 37,12 | 46,03 | 8,08  | 3,29 | 730      |
| Atouguia                        | 60,37 | 23,70 | 10,33 | 1,63 | 1 287    |
| Casal dos Bernardos             | 70,34 | 15,25 | 9,32  | 0,51 | 590      |
| Caxarias                        | 47,55 | 32,77 | 13,98 | 1,34 | 1 123    |
| Cercal                          | 66,48 | 15,02 | 13,55 | 0,37 | 546      |
| Espite                          | 62,50 | 19,12 | 13,97 | 1,03 | 680      |
| Fátima                          | 64,89 | 17,40 | 13,85 | 0,80 | 4 759    |
| Formigais                       | 66,12 | 26,12 | 3,27  | 2,04 | 245      |
| Freixianda                      | 69,60 | 15,26 | 11,55 | 0,91 | 1 533    |
| Gondemaria                      | 70,91 | 14,62 | 12,13 | 0,15 | 684      |
| Matas                           | 59,34 | 16,44 | 20,63 | 1,05 | 669      |
| Nossa Senhora da Piedade        | 39,93 | 41,46 | 10,56 | 2,56 | 3 010    |
| Nossa Senhora das Misericórdias | 55,82 | 25,64 | 12,98 | 2,11 | 2 605    |
| Olival                          | 58,64 | 23,18 | 11,31 | 1,62 | 1 238    |
| Ribeira do Fárrio               | 79,19 | 9,88  | 9,17  | 0,35 | 567      |
| Rio de Couros                   | 68,18 | 18,82 | 9,06  | 0,89 | 1 015    |
| Seiça                           | 35,83 | 46,91 | 9,69  | 3,18 | 1 228    |
| Urqueira                        | 52,81 | 27,92 | 13,44 | 1,04 | 960      |
| Ourém                           | 57,33 | 25,31 | 12,04 | 1,49 | 23 469   |

### Rio Maior
| Partido                 | Partido                        | Votos  | %               | +/-  |
| ----------------------- | ------------------------------ | ------ | --------------- | ---- |
|                         | Partido Social Democrata       | 4 585  | 41,36 / 100,00  | 0,12 |
|                         | Partido Socialista             | 4 379  | 39,50 / 100,00  | 1,14 |
|                         | Partido Popular                | 1 148  | 10,36 / 100,00  | 1,24 |
|                         | Coligação Democrática Unitária | 406    | 3,66 / 100,00   | 1,16 |
|                         | Bloco de Esquerda              | 146    | 1,32 / 100,00   | Novo |
|                         | Outros                         | 159    | 1,43 / 100,00   |      |
| Votos Inválidos         | Votos Inválidos                | 262    | 2,36 / 100,00   | 0,21 |
| Total                   | Total                          | 11 085 | 100,00 / 100,00 |      |
| Eleitorado/Participação | Eleitorado/Participação        | 17 619 | 62,92 / 100,00  | 5,18 |

| Freguesia            | %     | %     | %     | %     | %    | Votantes |
| Freguesia            | PSD   | PS    | PP    | CDU   | BE   | Votantes |
| -------------------- | ----- | ----- | ----- | ----- | ---- | -------- |
| Alcobertas           | 59,09 | 21,68 | 14,60 | 1,49  | 0,09 | 1 144    |
| Arrouquelas          | 23,56 | 50,81 | 3,00  | 15,01 | 1,39 | 433      |
| Arruda dos Pisões    | 51,46 | 34,31 | 8,03  | 1,09  | 0,73 | 274      |
| Asseiceira           | 27,07 | 54,59 | 6,04  | 7,16  | 0,67 | 447      |
| Assentiz             | 32,54 | 48,81 | 5,76  | 6,10  | 1,36 | 295      |
| Azambujeira          | 37,79 | 40,80 | 8,36  | 7,69  | 0,33 | 299      |
| Fráguas              | 41,50 | 45,62 | 6,62  | 1,25  | 0,36 | 559      |
| Malaqueijo           | 37,24 | 46,21 | 9,31  | 3,45  | 0    | 290      |
| Marmeleira           | 31,02 | 43,67 | 4,08  | 15,10 | 1,22 | 245      |
| Outeiro da Cortiçada | 48,77 | 35,25 | 10,86 | 2,46  | 0,61 | 488      |
| Ribeira de São João  | 36,45 | 46,15 | 12,37 | 2,34  | 0,67 | 299      |
| Rio Maior            | 41,06 | 39,03 | 11,58 | 2,80  | 1,83 | 5 562    |
| São João da Ribeira  | 36,12 | 44,05 | 9,19  | 3,13  | 3,34 | 479      |
| São Sebastião        | 42,80 | 43,91 | 9,23  | 1,48  | 0,37 | 271      |
| Rio Maior            | 41,36 | 39,50 | 10,36 | 3,66  | 1,32 | 11 085   |

### Salvaterra de Magos
| Partido                 | Partido                        | Votos  | %               | +/-  |
| ----------------------- | ------------------------------ | ------ | --------------- | ---- |
|                         | Partido Socialista             | 4 376  | 53,00 / 100,00  | 0,91 |
|                         | Partido Social Democrata       | 1 644  | 19,91 / 100,00  | 0,80 |
|                         | Coligação Democrática Unitária | 1 235  | 14,96 / 100,00  | 1,60 |
|                         | Partido Popular                | 521    | 6,31 / 100,00   | 1,58 |
|                         | Bloco de Esquerda              | 141    | 1,71 / 100,00   | Novo |
|                         | PCTP/MRPP                      | 117    | 1,42 / 100,00   | 0,31 |
|                         | Outros                         | 55     | 0,67 / 100,00   |      |
| Votos Inválidos         | Votos Inválidos                | 167    | 2,02 / 100,00   | 0,27 |
| Total                   | Total                          | 8 256  | 100,00 / 100,00 |      |
| Eleitorado/Participação | Eleitorado/Participação        | 16 395 | 50,36 / 100,00  | 9,43 |

| Freguesia           | %     | %     | %     | %    | %    | %    | Votantes |
| Freguesia           | PS    | PSD   | CDU   | PP   | BE   | PCTP | Votantes |
| ------------------- | ----- | ----- | ----- | ---- | ---- | ---- | -------- |
| Foros de Salvaterra | 51,53 | 21,12 | 12,18 | 8,39 | 1,35 | 2,44 | 1 108    |
| Glória do Ribatejo  | 60,75 | 7,33  | 21,78 | 3,81 | 1,87 | 1,58 | 1 391    |
| Granho              | 72,73 | 10,47 | 11,57 | 3,03 | 0,28 | 0    | 363      |
| Marinhais           | 53,78 | 26,01 | 9,05  | 6,41 | 0,88 | 0,97 | 2 276    |
| Muge                | 68,23 | 12,39 | 9,40  | 5,98 | 1,14 | 1,28 | 702      |
| Salvaterra de Magos | 41,10 | 24,46 | 19,99 | 7,28 | 2,94 | 1,53 | 2 416    |
| Salvaterra de Magos | 53,00 | 19,91 | 14,96 | 6,31 | 1,71 | 1,42 | 8 256    |

### Santarém
| Partido                 | Partido                        | Votos  | %               | +/-  |
| ----------------------- | ------------------------------ | ------ | --------------- | ---- |
|                         | Partido Socialista             | 16 541 | 47,62 / 100,00  | 2,40 |
|                         | Partido Social Democrata       | 9 662  | 27,82 / 100,00  | 0,55 |
|                         | Coligação Democrática Unitária | 3 424  | 9,86 / 100,00   | 1,25 |
|                         | Partido Popular                | 2 845  | 8,19 / 100,00   | 0,08 |
|                         | Bloco de Esquerda              | 816    | 2,35 / 100,00   | Novo |
|                         | PCTP/MRPP                      | 346    | 1,00 / 100,00   | 0,20 |
|                         | Outros                         | 283    | 0,81 / 100,00   |      |
| Votos Inválidos         | Votos Inválidos                | 817    | 2,35 / 100,00   | 0,35 |
| Total                   | Total                          | 34 734 | 100,00 / 100,00 |      |
| Eleitorado/Participação | Eleitorado/Participação        | 53 978 | 64,35 / 100,00  | 6,42 |

| Freguesia                         | %     | %     | %     | %     | %    | %    | Votantes |
| Freguesia                         | PS    | PSD   | CDU   | PP    | BE   | PCTP | Votantes |
| --------------------------------- | ----- | ----- | ----- | ----- | ---- | ---- | -------- |
| Abitureiras                       | 56,84 | 30,35 | 5,61  | 4,21  | 0,35 | 1,23 | 570      |
| Abrã                              | 46,77 | 35,66 | 3,15  | 8,96  | 1,33 | 0,17 | 603      |
| Achete                            | 58,90 | 25,47 | 3,88  | 6,78  | 0,99 | 0,54 | 1 107    |
| Alcanede                          | 35,28 | 47,08 | 2,34  | 11,24 | 0,78 | 0,52 | 2 687    |
| Alcanhões                         | 44,44 | 19,98 | 20,69 | 9,38  | 0,82 | 2,04 | 981      |
| Almoster                          | 55,74 | 17,70 | 15,63 | 4,90  | 1,41 | 1,32 | 1 062    |
| Amiais de Baixo                   | 60,78 | 22,48 | 8,49  | 3,16  | 1,58 | 1,33 | 1 201    |
| Arneiro das Milhariças            | 53,35 | 27,99 | 8,98  | 6,69  | 0,35 | 0,35 | 568      |
| Azoia de Baixo                    | 42,95 | 25,50 | 16,78 | 8,72  | 0,67 | 2,68 | 149      |
| Azoia de Cima                     | 62,28 | 23,49 | 7,47  | 3,20  | 0,36 | 0,71 | 281      |
| Casével                           | 46,48 | 32,81 | 5,27  | 7,03  | 2,54 | 1,17 | 512      |
| Gançaria                          | 38,07 | 46,65 | 1,61  | 10,19 | 0,54 | 0,54 | 373      |
| Moçarria                          | 64,82 | 15,42 | 9,88  | 4,04  | 1,50 | 0,75 | 668      |
| Pernes                            | 46,82 | 22,60 | 19,96 | 3,99  | 1,63 | 1,09 | 1 102    |
| Pombalinho                        | 61,91 | 10,43 | 18,51 | 3,19  | 1,28 | 2,55 | 470      |
| Póvoa da Isenta                   | 54,24 | 14,31 | 18,64 | 5,32  | 1,66 | 2,16 | 601      |
| Póvoa de Santarém                 | 54,01 | 24,55 | 10,34 | 7,24  | 0    | 0,78 | 387      |
| Romeira                           | 51,99 | 25,37 | 11,94 | 6,47  | 0,75 | 0,50 | 402      |
| Santa Iria da Ribeira de Santarém | 55,99 | 15,27 | 15,42 | 7,04  | 2,25 | 0,90 | 668      |
| Santarém (Marvila)                | 39,05 | 32,63 | 8,99  | 10,69 | 4,38 | 0,77 | 6 118    |
| Santarém (São Nicolau)            | 47,31 | 26,86 | 8,62  | 9,45  | 3,68 | 0,80 | 4 244    |
| Santarém (São Salvador)           | 46,51 | 29,39 | 7,60  | 9,15  | 3,24 | 0,70 | 4 315    |
| São Vicente do Paul               | 49,26 | 20,93 | 18,92 | 5,81  | 0,21 | 2,43 | 946      |
| Tremês                            | 52,52 | 29,75 | 3,49  | 7,94  | 1,04 | 0,74 | 1 348    |
| Vale de Figueira                  | 51,44 | 13,12 | 24,54 | 6,43  | 0,92 | 2,10 | 762      |
| Vale de Santarém                  | 54,11 | 16,24 | 16,37 | 6,10  | 2,95 | 1,73 | 1 558    |
| Vaqueiros                         | 48,69 | 20,94 | 15,71 | 9,42  | 0,52 | 2,62 | 191      |
| Várzea                            | 45,47 | 33,26 | 5,58  | 9,42  | 1,98 | 0,81 | 860      |
| Santarém                          | 47,62 | 27,82 | 9,86  | 8,19  | 2,35 | 1,00 | 34 734   |

### Sardoal
| Partido                 | Partido                        | Votos | %               | +/-  |
| ----------------------- | ------------------------------ | ----- | --------------- | ---- |
|                         | Partido Socialista             | 1 238 | 43,82 / 100,00  | 3,88 |
|                         | Partido Social Democrata       | 1 106 | 39,15 / 100,00  | 1,61 |
|                         | Partido Popular                | 207   | 7,33 / 100,00   | 0,17 |
|                         | Coligação Democrática Unitária | 104   | 3,68 / 100,00   | 1,02 |
|                         | Bloco de Esquerda              | 41    | 1,45 / 100,00   | Novo |
|                         | Outros                         | 43    | 1,53 / 100,00   |      |
| Votos Inválidos         | Votos Inválidos                | 86    | 3,04 / 100,00   | 1,30 |
| Total                   | Total                          | 2 825 | 100,00 / 100,00 |      |
| Eleitorado/Participação | Eleitorado/Participação        | 3 837 | 73,63 / 100,00  | 0,74 |

| Freguesia              | %     | %     | %    | %    | %    | Votantes |
| Freguesia              | PS    | PSD   | PP   | CDU  | BE   | Votantes |
| ---------------------- | ----- | ----- | ---- | ---- | ---- | -------- |
| Alcaravela             | 34,09 | 53,11 | 7,18 | 1,67 | 0,36 | 836      |
| Santiago de Montalegre | 38,46 | 43,59 | 9,52 | 2,56 | 0    | 273      |
| Sardoal                | 50,03 | 31,99 | 7,01 | 4,30 | 2,22 | 1 441    |
| Valhascos              | 46,18 | 29,82 | 7,27 | 7,64 | 2,18 | 275      |
| Sardoal                | 43,82 | 39,15 | 7,33 | 3,68 | 1,45 | 2 825    |

### Tomar
| Partido                 | Partido                        | Votos  | %               | +/-  |
| ----------------------- | ------------------------------ | ------ | --------------- | ---- |
|                         | Partido Socialista             | 10 673 | 43,47 / 100,00  | 0,16 |
|                         | Partido Social Democrata       | 8 968  | 36,53 / 100,00  | 0,95 |
|                         | Partido Popular                | 2 095  | 8,53 / 100,00   | 1,73 |
|                         | Coligação Democrática Unitária | 1 246  | 5,08 / 100,00   | 1,19 |
|                         | Bloco de Esquerda              | 514    | 2,09 / 100,00   | Novo |
|                         | Outros                         | 386    | 1,58 / 100,00   |      |
| Votos Inválidos         | Votos Inválidos                | 668    | 2,72 / 100,00   | 0,03 |
| Total                   | Total                          | 24 550 | 100,00 / 100,00 |      |
| Eleitorado/Participação | Eleitorado/Participação        | 39 671 | 61,88 / 100,00  | 4,42 |

| Freguesia                | %     | %     | %     | %     | %    | Votantes |
| Freguesia                | PS    | PSD   | PP    | CDU   | BE   | Votantes |
| ------------------------ | ----- | ----- | ----- | ----- | ---- | -------- |
| Além da Ribeira          | 63,85 | 21,04 | 5,76  | 3,06  | 1,80 | 556      |
| Alviobeira               | 46,17 | 37,80 | 9,09  | 1,91  | 0,72 | 418      |
| Asseiceira               | 57,93 | 24,18 | 6,58  | 5,22  | 1,58 | 1 840    |
| Beselga                  | 45,68 | 35,34 | 7,33  | 5,45  | 1,32 | 532      |
| Carregueiros             | 36,48 | 40,19 | 6,65  | 11,13 | 1,24 | 647      |
| Casais                   | 43,81 | 40,02 | 8,82  | 3,25  | 0,93 | 1 292    |
| Junceira                 | 25,56 | 59,59 | 8,81  | 1,38  | 0,35 | 579      |
| Madalena                 | 50,59 | 30,07 | 6,78  | 5,54  | 2,18 | 1 696    |
| Olalhas                  | 24,71 | 58,43 | 10,01 | 1,08  | 0,45 | 1 109    |
| Paialvo                  | 51,89 | 26,01 | 7,48  | 8,32  | 2,03 | 1 430    |
| Pedreira                 | 41,81 | 43,23 | 4,75  | 5,94  | 0,24 | 421      |
| Sabacheira               | 53,42 | 26,79 | 7,91  | 4,57  | 1,67 | 657      |
| Santa Maria dos Olivais  | 40,99 | 36,50 | 9,24  | 5,66  | 3,46 | 6 821    |
| São Pedro de Tomar       | 47,86 | 31,09 | 10,50 | 4,93  | 1,06 | 1 705    |
| Serra                    | 21,71 | 61,39 | 11,02 | 1,28  | 0,96 | 935      |
| Tomar (São João Batista) | 42,18 | 37,22 | 8,69  | 5,42  | 2,48 | 3 912    |
| Tomar                    | 43,47 | 36,53 | 8,53  | 5,08  | 2,09 | 24 550   |

### Torres Novas
| Partido                 | Partido                        | Votos  | %               | +/-  |
| ----------------------- | ------------------------------ | ------ | --------------- | ---- |
|                         | Partido Socialista             | 9 702  | 47,35 / 100,00  | 2,69 |
|                         | Partido Social Democrata       | 5 569  | 27,18 / 100,00  | 0,64 |
|                         | Coligação Democrática Unitária | 2 084  | 10,17 / 100,00  | 1,60 |
|                         | Partido Popular                | 1 546  | 7,55 / 100,00   | 0,76 |
|                         | Bloco de Esquerda              | 636    | 3,10 / 100,00   | Novo |
|                         | PCTP/MRPP                      | 209    | 1,02 / 100,00   | 0,26 |
|                         | Outros                         | 207    | 1,02 / 100,00   |      |
| Votos Inválidos         | Votos Inválidos                | 537    | 2,62 / 100,00   | 0,25 |
| Total                   | Total                          | 20 490 | 100,00 / 100,00 |      |
| Eleitorado/Participação | Eleitorado/Participação        | 31 913 | 64,21 / 100,00  | 6,51 |

| Freguesia                  | %     | %     | %     | %    | %    | %    | Votantes |
| Freguesia                  | PS    | PSD   | CDU   | PP   | BE   | PCTP | Votantes |
| -------------------------- | ----- | ----- | ----- | ---- | ---- | ---- | -------- |
| Alcorochel                 | 50,66 | 24,89 | 7,27  | 7,27 | 1,54 | 1,32 | 454      |
| Assentiz                   | 50,23 | 35,42 | 3,67  | 5,47 | 0,98 | 0,72 | 1 937    |
| Brogueira                  | 55,50 | 14,95 | 18,04 | 7,56 | 0,69 | 0,69 | 582      |
| Chancelaria                | 29,58 | 50,26 | 2,01  | 8,64 | 1,48 | 0,44 | 1 146    |
| Lapas                      | 54,92 | 11,94 | 18,89 | 6,49 | 3,82 | 1,39 | 863      |
| Olaia                      | 52,07 | 21,71 | 10,86 | 7,33 | 3,44 | 1,06 | 1 133    |
| Paço                       | 44,59 | 33,11 | 7,21  | 7,21 | 2,03 | 1,13 | 444      |
| Parceiros de Igreja        | 50,46 | 34,99 | 4,60  | 5,52 | 0,55 | 1,29 | 543      |
| Pedrógão                   | 47,12 | 30,18 | 8,86  | 8,00 | 1,20 | 1,03 | 1 163    |
| Riachos                    | 50,87 | 17,21 | 13,90 | 8,22 | 5,09 | 1,55 | 2 713    |
| Ribeira Branca             | 42,55 | 13,94 | 28,13 | 6,49 | 3,61 | 1,68 | 416      |
| Torres Novas (Salvador)    | 42,72 | 32,70 | 8,11  | 7,53 | 4,30 | 0,50 | 1 208    |
| Torres Novas (Santa Maria) | 47,00 | 27,55 | 9,10  | 8,80 | 2,98 | 0,99 | 2 319    |
| Torres Novas (Santiago)    | 50,16 | 26,37 | 10,04 | 6,84 | 3,01 | 0,94 | 1 593    |
| Torres Novas (São Pedro)   | 44,75 | 27,51 | 10,92 | 8,21 | 4,66 | 0,76 | 3 435    |
| Zibreira                   | 46,95 | 26,99 | 12,57 | 6,28 | 1,66 | 2,40 | 541      |
| Torres Novas               | 47,35 | 27,18 | 10,17 | 7,55 | 3,10 | 1,02 | 20 490   |

### Vila Nova da Barquinha
| Partido                 | Partido                        | Votos | %               | +/-  |
| ----------------------- | ------------------------------ | ----- | --------------- | ---- |
|                         | Partido Socialista             | 2 195 | 53,30 / 100,00  | 0,63 |
|                         | Partido Social Democrata       | 947   | 23,00 / 100,00  | 1,61 |
|                         | Coligação Democrática Unitária | 396   | 9,62 / 100,00   | 1,68 |
|                         | Partido Popular                | 302   | 7,33 / 100,00   | 0,87 |
|                         | Bloco de Esquerda              | 103   | 2,50 / 100,00   | Novo |
|                         | PCTP/MRPP                      | 41    | 1,00 / 100,00   | 0,23 |
|                         | Outros                         | 30    | 0,73 / 100,00   |      |
| Votos Inválidos         | Votos Inválidos                | 104   | 2,53 / 100,00   | 0,55 |
| Total                   | Total                          | 4 118 | 100,00 / 100,00 |      |
| Eleitorado/Participação | Eleitorado/Participação        | 6 570 | 62,68 / 100,00  | 6,33 |

| Freguesia              | %     | %     | %     | %    | %    | %    | Votantes |
| Freguesia              | PS    | PSD   | CDU   | PP   | BE   | PCTP | Votantes |
| ---------------------- | ----- | ----- | ----- | ---- | ---- | ---- | -------- |
| Atalaia                | 54,01 | 18,57 | 14,14 | 5,38 | 2,32 | 1,37 | 948      |
| Moita do Norte         | 57,21 | 17,88 | 11,41 | 7,21 | 2,46 | 1,00 | 1 096    |
| Praia do Ribatejo      | 51,29 | 26,80 | 6,17  | 8,93 | 2,95 | 0,46 | 1 086    |
| Tancos                 | 62,81 | 20,10 | 8,54  | 3,02 | 1,51 | 2,51 | 199      |
| Vila Nova da Barquinha | 47,40 | 30,93 | 6,72  | 8,75 | 2,41 | 0,89 | 789      |
| Vila Nova da Barquinha | 53,30 | 23,00 | 9,62  | 7,33 | 2,50 | 1,00 | 4 118    |